# 飛鳥時代以前の人物一覧
本項では飛鳥時代以前の人名一覧（あすかじだいいぜんのじんめいいちらん）を記載する。境界があいまいなため、古墳時代と弥生時代の人物も含む。表記できない漢字はカタカナで表記。なお、実在・非実在の両説が存在する人物も含むが、原則として人代以降（神武天皇同世代以降）の人物だけを列挙する。神武天皇より前の人物（神）については、日本の神の一覧を参照。

## 天皇(大王)
- 神武天皇……初代天皇。
- 綏靖天皇……第2代天皇。
- 安寧天皇……第3代天皇。
- 懿徳天皇……第4代天皇。
- 孝昭天皇……第5代天皇。
- 孝安天皇……第6代天皇。
- 孝霊天皇……第7代天皇。
- 孝元天皇……第8代天皇。
- 開化天皇……第9代天皇。
- 崇神天皇……第10代天皇。
- 垂仁天皇……第11代天皇。
- 景行天皇……第12代天皇。
- 成務天皇……第13代天皇。
- 仲哀天皇……第14代天皇。
- 応神天皇……第15代天皇。
- 仁徳天皇……第16代天皇。
- 履中天皇……第17代天皇。
- 反正天皇……第18代天皇。
- 允恭天皇……第19代天皇。
- 安康天皇……第20代天皇。
- 雄略天皇……第21代天皇。
- 清寧天皇……第22代天皇。
- 顕宗天皇……第23代天皇。
- 仁賢天皇……第24代天皇。
- 武烈天皇……第25代天皇。
- 継体天皇……第26代天皇。
- 安閑天皇……第27代天皇。
- 宣化天皇……第28代天皇。
- 欽明天皇……第29代天皇。
- 敏達天皇……第30代天皇。
- 用明天皇……第31代天皇。
- 崇峻天皇……第32代天皇。
- 推古天皇……第33代天皇。敏達天皇皇后。
- 舒明天皇……第34代天皇。
- 皇極天皇……第35代天皇。舒明天皇皇后。
- 孝徳天皇……第36代天皇。
- 斉明天皇……第37代天皇（皇極天皇重祚）。
- 天智天皇……第38代天皇。
- 弘文天皇……第39代天皇。
- 天武天皇……第40代天皇。
- 持統天皇……第41代天皇。天武天皇皇后。
- 文武天皇……第42代天皇。
- 元明天皇……第43代天皇。草壁皇子妃。

## 后妃
- 媛蹈鞴五十鈴媛命……神武天皇皇后。
- 吾平津媛命……神武天皇妃。
- 五十鈴依媛命……綏靖天皇皇后。
- 河俣毘売……綏靖天皇妃。
- 渟名底仲媛命……安寧天皇皇后。
- 天豊津媛命……懿徳天皇皇后。
- 世襲足媛命……孝昭天皇皇后。
- 押媛命……孝安天皇皇后。
- 細媛命……孝霊天皇皇后。
- 倭国香媛命……孝霊天皇妃。
- 絙某弟……孝霊天皇妃。
- 春日千千速真若比売命……孝霊天皇妃。
- 欝色謎命……孝元天皇皇后。
- 埴安媛命……孝元天皇妃。
- 伊香色謎命……開化天皇皇后。孝元天皇妃。
- 竹野媛命……開化天皇妃。
- 姥津媛命……開化天皇妃。
- 鷹津媛命……開化天皇妃。
- 御間城姫命……崇神天皇皇后。
- 遠津年魚眼眼妙媛命……崇神天皇妃。
- 尾張大海媛命……崇神天皇妃。
- 狭穂姫命……垂仁天皇皇后。
- 日葉酢媛命……垂仁天皇皇后。
- 渟葉田瓊入媛命……垂仁天皇妃。
- 薊瓊入媛命……垂仁天皇妃。
- 真砥野媛命……垂仁天皇妃。
- 迦具夜比売命……垂仁天皇妃。
- 苅幡戸辺……垂仁天皇妃。
- 綺戸辺……垂仁天皇妃。
- 播磨稲日大郎姫命……景行天皇皇后。
- 八坂入媛命……景行天皇皇后。
- 日向御刀媛命……景行天皇妃。
- 弟媛命……景行天皇妃。
- 水歯郎媛命……景行天皇妃。
- 五十河媛命……景行天皇妃。
- 高田媛命……景行天皇妃。
- 襲武媛命……景行天皇妃。
- 物部五十琴媛命……景行天皇妃。
- 弟財郎女命……成務天皇妃。
- 吉備郎姫命……成務天皇妃。
- 両道入姫命……日本武尊妃。
- 弟橘媛命……日本武尊妃。
- 宮簀媛命……日本武尊妃。
- 神功皇后……仲哀天皇皇后。
- 大中姫命……仲哀天皇妃。
- 弟媛命……仲哀天皇妃。
- 仲姫命……応神天皇皇后。
- 高城入姫命……応神天皇妃。
- 兄媛命……応神天皇妃。
- 弟媛命……応神天皇妃。
- 山無媛命……応神天皇妃。
- 宮主宅媛命……応神天皇妃。
- 糸媛命……応神天皇妃。
- 泉長媛命……応神天皇妃。
- 迦具漏比売命……応神天皇妃。
- 磐之媛命……仁徳天皇皇后。
- 八田皇女……仁徳天皇皇后。応神天皇皇女。
- 髪長媛命……仁徳天皇妃。
- 菟道稚郎姫皇女……仁徳天皇妃。
- 草香幡梭皇女……履中天皇皇后。
- 黒媛命……履中天皇妃。
- 太姫郎姫命……履中天皇妃。
- 高鶴郎姫命……履中天皇妃。
- 大宅津野媛命……反正天皇皇夫人。
- 弟媛命……反正天皇室。
- 忍坂大中姫命……允恭天皇皇后。
- 衣通郎姫……允恭天皇妃。
- 中蒂姫命……安康天皇皇后。大草香皇子妃。
- 草香幡梭姫皇女……雄略天皇皇后。
- 韓媛命……雄略天皇妃。
- 稚媛命……雄略天皇妃。
- 和珥童女君……雄略天皇妃。
- 難波小野王……顕宗天皇皇后。
- 春日大娘皇女……仁賢天皇皇后。
- 和珥糠君娘……仁賢天皇妃。
- 春日娘子……武烈天皇皇后。
- 手白香皇女……継体天皇皇后。
- 尾張目子媛……継体天皇妃。
- 三尾稚子媛……継体天皇妃。
- 和珥荑媛……継体天皇妃。
- 茨田関媛……継体天皇妃。
- 広媛……継体天皇妃。
- 麻績娘子……継体天皇妃。
- 春日山田皇女……安閑天皇皇后。
- 許勢紗手媛……安閑天皇妃。
- 許勢香香有媛……安閑天皇妃。
- 物部宅媛……安閑天皇妃。
- 橘仲皇女……宣化天皇皇后。
- 大河内稚子媛……宣化天皇妃。
- 石姫皇女……欽明天皇皇后。
- 小石姫皇女……欽明天皇妃。宣化天皇皇女。
- 倉稚綾姫皇女……欽明天皇妃。宣化天皇皇女。
- 日影皇女……欽明天皇妃。宣化天皇皇女。
- 蘇我堅塩媛……欽明天皇妃。
- 蘇我小姉君……欽明天皇妃。
- 広姫……敏達天皇皇后。
- 春日老女子……敏達天皇妃。
- 伊勢菟名子……敏達天皇妃。
- 糠手姫皇女……押坂彦人大兄皇子妃。敏達天皇皇女。
- 大俣女王……押坂彦人大兄皇子妃。
- 小墾田皇女……押坂彦人大兄皇子妃。敏達天皇皇女。
- 桜井弓張皇女……押坂彦人大兄皇子妃。敏達天皇皇女。
- 穴穂部間人皇女……用明天皇皇后。
- 蘇我石寸名……用明天皇妃。
- 葛城広子……用明天皇妃。
- 蘇我刀自古郎女……聖徳太子妃。
- 菟道貝蛸皇女……聖徳太子妃。敏達天皇皇女。
- 膳部菩岐々美郎女……聖徳太子妃。
- 橘大郎女……聖徳太子妃。敏達天皇皇孫。
- 大伴小手子……崇峻天皇妃。
- 蘇我河上娘……崇峻天皇嬪。
- 田眼皇女……舒明天皇妃。
- 蘇我法提郎媛……舒明天皇夫人。
- 粟田香櫛娘……舒明天皇夫人。
- 蘇我手杯娘……舒明天皇夫人。
- 蚊屋采女姉子……舒明天皇室。
- 間人皇女……孝徳天皇皇后。
- 阿倍小足媛……孝徳天皇妃。
- 蘇我乳娘……孝徳天皇妃。
- 倭姫王……天智天皇皇后。
- 蘇我遠智媛……天智天皇嬪。
- 蘇我姪娘……天智天皇嬪。
- 蘇我常陸娘……天智天皇嬪。
- 阿倍橘娘……天智天皇嬪。
- 忍海色夫娘……天智天皇宮人。
- 栗隈黒媛娘……天智天皇宮人。
- 越道伊羅都売……天智天宮人。
- 伊賀采女宅子媛……天智天皇宮人。弘文天皇母。
- 十市皇女……弘文天皇妃。天武天皇皇女。
- 大田皇女……天武天皇妃。天智天皇皇女。
- 大江皇女……天武天皇妃。天智天皇皇女。
- 新田部皇女……天武天皇妃。天智天皇皇女。
- 藤原氷上娘……天武天皇夫人。
- 藤原五百重娘……天武天皇夫人。
- 蘇我大蕤娘……天武天皇夫人。
- 額田王……天武天皇宮人、のち天智天皇宮人か？。
- 尼子娘……天武天皇宮人。
- 宍人カジ媛娘……天武天皇宮人。

## 皇族
- 五瀬命……神武天皇の兄。
- 稲飯命……神武天皇の兄。
- 三毛入野命……神武天皇の兄。
- 手研耳命……神武天皇皇子。
- 神八井耳命……神武天皇皇子。
- 岐須美美命……神武天皇皇子。研耳命とも。
- 日子八井命……神武天皇皇子。
- 息石耳命……安寧天皇皇子。
- 磯城津彦命……安寧天皇皇子。
- 武石彦奇友背命……懿徳天皇皇子。
- 天足彦国押人命……孝昭天皇皇子。
- 大吉備諸進命……孝安天皇皇子。
- 吉備津彦命……孝霊天皇皇子。
- 日子刺肩別……孝霊天皇皇子。
- 彦狭嶋命……孝霊天皇皇子。
- 稚武彦命……孝霊天皇皇子。
- 弟稚武彦命……孝霊天皇皇子。
- 倭迹迹稚屋姫命……孝霊天皇皇女。
- 倭迹迹日百襲媛命……孝霊天皇皇女。
- 千千速比売命……孝霊天皇皇女。
- 大彦命……孝元天皇皇子。
- 少彦男心命……孝元天皇皇子。
- 彦五十狭芹彦命……孝元天皇皇子。
- 武埴安彦命……孝元天皇皇子。
- 彦太忍信命……孝元天皇皇子。
- 倭迹迹姫命……孝元天皇皇女。
- 彦湯産隅命……開化天皇皇子。
- 彦坐王……開化天皇皇子。
- 建豊波豆羅和気王……開化天皇皇子。
- 御真津比売命……開化天皇皇女。
- 彦五十狭茅命……崇神天皇皇子。
- 伊邪能真若命……崇神天皇皇子。
- 倭彦命……崇神天皇皇子。
- 五十日鶴彦命……崇神天皇皇子。
- 豊城入彦命……崇神天皇皇子。
- 大杵入彦命……崇神天皇皇子。
- 八坂入彦命……崇神天皇皇子。
- 国方姫命……崇神天皇皇女。
- 千千衝倭姫命……崇神天皇皇子。
- 豊鍬入姫命……崇神天皇皇女。
- 渟名城入姫……崇神天皇皇女。
- 十市瓊入姫命……崇神天皇皇女。
- 誉津別命……垂仁天皇皇子。
- 五十瓊敷入彦命……垂仁天皇皇子。
- 稚城瓊入彦命……垂仁天皇皇子。
- 鐸石別命……垂仁天皇皇子。
- 池速別命……垂仁天皇皇子。
- 袁那弁王……垂仁天皇皇子。
- 祖別命……垂仁天皇皇子。
- 五十日足彦命……垂仁天皇皇子。
- 胆武別命……垂仁天皇皇子。
- 磐衝別王……垂仁天皇皇子。
- 伊登志別王……垂仁天皇皇子。
- 円目王……垂仁天皇皇子。
- 大入束命……垂仁天皇皇子。
- 葦嗽別命……垂仁天皇皇子。
- 倭姫命……垂仁天皇皇女。
- 胆香足姫命……垂仁天皇皇女。
- 稚浅津姫命……垂仁天皇皇女。
- 櫛角別王……景行天皇皇子。
- 大碓皇子……景行天皇皇子。
- 日本武尊……景行天皇皇子。
- 五百城入彦皇子……景行天皇皇子。
- 忍別皇子……景行天皇皇子。
- 稚倭根子皇子……景行天皇皇子。
- 大酢別皇子……景行天皇皇子。
- 吉備兄彦皇子……景行天皇皇子。
- 神櫛皇子……景行天皇皇子。
- 稲背入彦皇子……景行天皇皇子。
- 武国凝別皇子……景行天皇皇子。
- 日向襲津彦皇子……景行天皇皇子。
- 国乳別皇子……景行天皇皇子。
- 国背別皇子……景行天皇皇子。
- 豊戸別皇子……景行天皇皇子。
- 豊国別皇子……景行天皇皇子。
- 彦人大兄命……景行天皇皇子。
- 銀王……景行天皇皇女。
- 五十功彦命……景行天皇皇子。
- 稚屋彦命……景行天皇皇子。
- 天垂根命……景行天皇皇子。
- 大曾色命……景行天皇皇子。
- 石社別命……景行天皇皇子。
- 曾能目別命……景行天皇皇子。
- 十市入彦命……景行天皇皇子。
- 襲小橋別命……景行天皇皇子。
- 色己焦別命……景行天皇皇子。
- 能津彦命……景行天皇皇子。
- 熊忍津彦命……景行天皇皇子。
- 武茅別命……景行天皇皇子。
- 草木命……景行天皇皇子。
- 手事別命……景行天皇皇子。
- 大我門命……景行天皇皇子。
- 豊日別命……景行天皇皇子。
- 三川宿禰命……景行天皇皇子。
- 倭宿禰命……景行天皇皇子。
- 豊津彦命……景行天皇皇子。
- 大焦別命……景行天皇皇子。
- 五百城入姫皇女……景行天皇皇女。
- 五百野皇女……景行天皇皇女。
- 渟熨斗皇女……景行天皇皇女。
- 渟名城皇女……景行天皇皇女。
- 香依姫皇女……景行天皇皇女。
- 若木入日皇女……景行天皇皇女。
- 高城入姫皇女……景行天皇皇女。
- 弟姫皇女……景行天皇皇女。
- 和訶奴気王……成務天皇皇子。
- 香坂皇子……仲哀天皇皇子。
- 忍熊皇子……仲哀天皇皇子。
- 誉屋別皇子……仲哀天皇皇子。
- 額田大中彦皇子……応神天皇皇子。
- 大山守皇子……応神天皇皇子。
- 去来真稚皇子……応神天皇皇子。
- 根鳥皇子……応神天皇皇子。
- 菟道稚郎子……応神天皇皇子。
- 隼総別皇子……応神天皇皇子。
- 稚野毛二派皇子……応神天皇皇子。
- 大葉枝皇子……応神天皇皇子。
- 小葉枝皇子……応神天皇皇子。
- 迦多遅王……応神天皇皇子。
- 大原皇女……応神天皇皇女。
- コム来田皇女……応神天皇皇女。
- 荒田皇女……応神天皇皇女。
- 高目郎女……応神天皇皇女。
- 阿倍皇女……応神天皇皇女。
- 淡路御原皇女……応神天皇皇女。
- 紀菟野皇女……応神天皇皇女。
- 三野郎女……応神天皇皇女。
- 滋原皇女……応神天皇皇女。
- 雌鳥皇女……応神天皇皇女。
- 川原田郎女……応神天皇皇女。
- 玉郎女……応神天皇皇女。
- 登富志郎女……応神天皇皇女。
- 意富富杼王……応神天皇の孫。稚野毛二派皇子皇子。継体天皇曾祖父。
- 乎非王……応神天皇三世孫。継体天皇祖父。
- 彦主人王……応神天皇四世孫。継体天皇父。
- 住吉仲皇子……仁徳天皇皇子。
- 大草香皇子……仁徳天皇皇子。
- 眉輪王……大草香皇子王子。
- 市辺押磐皇子……履中天皇皇子。
- 御馬皇子……履中天皇皇子。
- 飯豊青皇女……履中天皇皇女または皇孫。
- 高部皇子……反正天皇皇子。
- 香火姫皇女……反正天皇皇女。
- 円皇女……反正天皇皇女。
- 財皇女……反正天皇皇女。
- 木梨軽皇子……允恭天皇皇子。
- 坂合黒彦皇子……允恭天皇皇子。
- 八釣白彦皇子……允恭天皇皇子。
- 名形大娘皇女……允恭天皇皇女。
- 軽大娘皇女……允恭天皇皇女。
- 但馬橘大娘皇女……允恭天皇皇女。
- 酒見皇女……允恭天皇皇女。
- 磐城皇子……雄略天皇皇子。
- 星川稚宮皇子……雄略天皇皇子。
- 稚足姫皇女……雄略天皇皇女。
- 高橋大娘皇女……仁賢天皇皇女。
- 朝嬬皇女……仁賢天皇皇女。
- 樟氷皇女……仁賢天皇皇女。
- 真稚皇女……仁賢天皇皇女。
- 大郎子皇子……継体天皇皇子。
- 椀子皇子……継体天皇皇子。
- 厚皇子……継体天皇皇子。
- 兎皇子……継体天皇皇子。
- 中皇子……継体天皇皇子。
- 出雲皇女……継体天皇皇女。
- 茨田皇女……継体天皇皇女。
- 馬来田皇女……継体天皇皇女。
- 荳角皇女……継体天皇皇女。
- 白坂活日姫皇女……継体天皇皇女。
- 小野稚娘皇女……継体天皇皇女。
- 大娘子皇女……継体天皇皇女。
- 耳皇女……継体天皇皇女。
- 赤姫皇女……継体天皇皇女。
- 稚綾姫皇女……継体天皇皇女。
- 円娘皇女……継体天皇皇女。
- 火焔皇子……宣化天皇皇子。
- 上殖葉皇子……宣化天皇皇子。
- 箭田珠勝大兄皇子……欽明天皇皇子。
- 石上皇子……欽明天皇皇子。
- 倉皇子……欽明天皇皇子。
- 臘嘴鳥皇子……欽明天皇皇子。
- 椀子皇子……欽明天皇皇子。
- 石上部皇子……欽明天皇皇子。
- 山背皇子……欽明天皇皇子。
- 穴穂部間人皇子……欽明天皇皇子。
- 桜井皇子……欽明天皇皇子。
- 吉備姫王……桜井皇子王女。茅渟王室。
- 橘本稚皇子……欽明天皇皇子。
- 茨城皇子……欽明天皇皇子。
- 葛城皇子……欽明天皇皇子。
- 宅部皇子……欽明天皇皇子。
- 笠縫皇女……欽明天皇皇女。
- 磐隈皇女……欽明天皇皇女。
- 大宅皇女……欽明天皇皇女。
- 大伴皇女……欽明天皇皇女。
- 肩野皇女……欽明天皇皇女。
- 舎人皇女……欽明天皇皇女。
- 押坂彦人大兄皇子……敏達天皇皇子。
- 難波皇子……敏達天皇皇子。
- 大派皇子……敏達天皇皇子。
- 春日皇子……敏達天皇皇子。
- 竹田皇子……敏達天皇皇子。
- 葛城皇子……敏達天皇皇子。
- 尾張皇子……敏達天皇皇子。
- 逆登皇女……敏達天皇皇女。
- 菟道磯津貝皇女……敏達天皇皇女。
- 桑田皇女……敏達天皇皇女。
- 太姫皇女……敏達天皇皇女。
- 軽守皇女……敏達天皇皇女。
- 百済王……敏達天皇皇孫。押坂彦人大兄皇子王子？
- 栗隈王……敏達天皇皇孫。
- 聖徳太子……用明天皇皇子。
- 来目皇子……用明天皇皇子。
- 殖栗皇子……用明天皇皇子。
- 茨田皇子……用明天皇皇子。
- 当麻皇子……用明天皇皇子。
- 田目皇子……用明天皇皇子。
- 酢香手姫皇女……用明天皇皇女。
- 高向王……用明天皇皇孫。皇極天皇の夫。
- 漢皇子……高向王王子。
- 山背大兄王……聖徳太子王子。
- 難波王……山背大兄王王子。
- 白髪部王……聖徳太子王子。
- 泊瀬王……聖徳太子王子。
- 舂米女王……聖徳太子王子。
- 蜂子皇子……崇峻天皇皇子。
- 錦代皇女……崇峻天皇皇女。
- 古人大兄皇子……舒明天皇皇子。
- 蚊屋皇子……舒明天皇皇子。
- 布敷皇子……舒明天皇皇子。
- 押坂錦向皇女……舒明天皇皇女。
- 箭田皇女……舒明天皇皇女。
- 有間皇子……孝徳天皇皇子。
- 建王……天智天皇皇子。
- 川島皇子……天智天皇皇子。
- 飛鳥皇女……天智天皇皇女。
- 御名部皇女……天智天皇皇女。
- 山辺皇女……大津皇子妃。天智天皇皇女。
- 葛野王……弘文天皇皇子。
- 高市皇子……天武天皇皇子。
- 草壁皇子……天武天皇皇子。
- 大津皇子……天武天皇皇子。
- 刑部親王……天武天皇皇子。
- 弓削皇子……天武天皇皇子。
- 大伯皇女……天武天皇皇女。伊勢斎宮。
- 但馬皇女……天武天皇皇女。
- 紀皇女……天武天皇皇女。
- 石川王
- 伊勢王
- 犬上王
- 息長真手王
- 麻績王
- 河内王
- 高坂王
- 舎人王
- 三野王
- 美濃王
- 山部王

## 王族
- 讃……倭の五王。
- 珍……倭の五王。
- 済……倭の五王。
- 興……倭の五王。
- 武……倭の五王。
- 禰……倭の王。
- 帥升……倭の王。
- 卑弥呼……邪馬台国の女王。
- 台与……邪馬台国の女王。
- 卑弥弓呼……狗奴国の王。
- 阿花王……百済の王。
- 威徳王……百済の王。
- 義慈王……百済の王。
- 貴須王……百済の王。
- 恵……百済の王。
- 肖古王……百済の王。
- 聖王……百済の王。
- 武寧王……百済の王。
- 文周王……百済の王。
- 末多王……百済の王。
- 余豊璋……百済の王子。
- 翹岐……百済の王族。
- 百済王善光……百済の王族。
- 軍君……百済の王族。
- 酒君……百済の王族。
- 余自進……百済の王族。
- 天日槍……新羅の王子。
- 微叱己智波珍干岐……新羅の王子。
- 美海……新羅の王子。
- 金春秋……新羅の王。
- 阿利斯等……加羅の王。
- 末錦旱岐……加羅の王。
- 都怒我阿羅斯等……加羅の王子。
- 功満王……秦の始皇帝の四世孫。

## 阿曇(安曇)氏
- 百足足尼命
- 大浜宿禰
- 阿曇稲敷
- 阿曇頬垂
- 阿曇浜子
- 阿曇比羅夫

## 阿倍(安倍)氏
- 武渟川別
- 阿倍木事
- 阿倍久努麻呂
- 阿倍倉梯麻呂（内麻呂）
- 安倍小殿小鎌
- 阿倍鳥
- 阿倍人
- 阿倍比羅夫
- 阿倍摩侶
- 阿倍御主人

## 壱岐(伊吉・壱伎・伊伎・雪)氏
- 壱岐真根子
- 壱伎韓国
- 伊吉乙等

## 出雲氏
- 飯入根
- 出雲狛
- 出雲建
- 出雲振根
- 出雲速
- 出雲取暗
- 淤宇宿禰
- 襲髄命

## 江濃氏
- 江濃乱
- 江濃駒
- 江濃馬麻呂

## 大分氏
- 建弥阿久良命
- 豊門別命
- 大分恵尺
- 大分稚臣

## 凡河内氏
- 大河内味張
- 凡河内香賜

## 大伴氏
- 道臣命
- 豊日命
- 大伴磐
- 大伴談
- 大伴金村
- 大伴咋
- 大伴狭手彦
- 大伴佐彦
- 大伴武日
- 大伴武以
- 大伴津麻呂
- 大伴長徳
- 大伴糠手子
- 大伴吹負
- 大伴馬来田
- 大伴御行
- 大伴室屋
- 大伴室本
- 大伴山前

## 小野氏
- 小野妹子
- 小野毛人
- 小野大樹
- 小野斧甘
- 小野隠隙
- 小野仲若子

## 尾張氏
- 天忍男命
- 乎止与命
- 高倉下
- 建稲種命
- 建多乎利命
- 建斗米命
- 尾張大隅
- 美夜受比売
- 葛城高千那毘売命

## 膳氏
- 磐鹿六雁命
- 膳余磯
- 膳斑鳩
- 膳大伴
- 膳大麻呂
- 膳傾子
- 膳長野
- 膳巴提便
- 膳摩漏

## 柿本氏
- 柿本得足
- 柿本大庭
- 柿本佐留
- 柿本人麻呂

## 春日氏
- 春日磐摩
- 春日岡上
- 春日於保貝
- 春日津摩伎
- 春日野依
- 春日人華
- 春日淵名
- 春日万

## 葛城氏（神別）
- 垂見宿禰
- 葛城山田瑞子

## 葛城氏（皇別）
- 屋主忍雄命
- 武内宿禰
- 葛城葦田宿禰
- 葛城烏那羅
- 葛城襲津彦
- 葛城玉田宿禰
- 葛城円

## 紀氏（神別）
- 天道根命
- 智名曽命
- 鬼刀禰命
- 荒河戸畔
- 紀押勝

## 紀氏（皇別）
- 紀阿佐麻呂
- 紀阿閉麻呂
- 紀大磐
- 紀崗前来目
- 紀大人
- 紀忍人
- 紀男麻呂
- 紀小弓
- 紀影媛
- 紀堅麻呂
- 紀塩手
- 紀角宿禰
- 紀真人
- 紀麻利耆拖
- 紀麻呂
- 紀弥麻沙
- 紀国造国勝

## 吉士(吉志・吉師)氏
- 吉士赤鳩
- 吉士磐金
- 吉士雄成
- 吉士老
- 吉士金
- 吉士倉下
- 吉士駒
- 吉士長丹
- 吉志窓神
- 吉士丸造国安

## 吉備笠氏
- 鴨別
- 吉備笠垂

## 吉備上道氏
- 吉備武彦
- 吉備上道兄君
- 吉備上道弟君
- 吉備上道田狭
- 吉備上道采女大海

## 吉備下道氏
- 御友別
- 吉備下道前津屋
- 吉備小梨
- 吉備尾代

## 日下部氏（連姓）
- 狭穂彦王
- 日下部吾田彦
- 日下部使主
- 草壁醜経

## 日下部氏（但馬国造）
- 豊忍別命
- 日下部表米
- 日下部嶋子

## 鞍作(鞍部)氏
- 鞍作得志
- 鞍作止利
- 鞍作福利
- 鞍部堅貴
- 鞍部多須奈
- 鞍部徳積
- 鞍作益人
- 司馬達等

## 毛野氏
- 八綱田
- 彦狭島王
- 御諸別王
- 荒田別
- 鹿我別
- 上毛野田道
- 竹葉瀬
- 奈良別
- 上毛野小熊
- 上毛野形名
- 上毛野三千
- 上毛野稚子
- 下毛野子麻呂
- 下毛野古麻呂

## 巨勢(許勢)氏
- 巨勢有明亮介
- 巨勢有明新麻呂
- 巨勢稲持
- 巨勢小柄宿禰
- 許勢男人
- 巨勢奇麻
- 巨勢薬
- 巨勢猿
- 巨勢紫檀
- 巨勢多益須
- 巨勢徳禰
- 巨勢人
- 巨勢楲田荒人

## 狭井氏
- 狭井尺麻呂
- 狭井檳榔
- 狭井佐夜

## 佐伯氏
- 佐伯阿俄能胡
- 佐伯大目
- 佐伯子麻呂
- 佐伯丹経手
- 佐伯広足
- 佐伯御室
- 佐伯部売輪

## 坂合部（連姓）氏
- 坂合部稲積
- 坂合部磐鍬
- 坂合部磐積
- 坂合部薬
- 坂合部熊虫
- 坂合部唐
- 坂合部贄宿禰

## 境部（臣姓）氏
- 境部雄摩侶
- 境部摩理勢

## 坂上氏
- 坂上国麻呂
- 坂上熊毛
- 坂上老
- 坂上湾
- 坂上比羅夫麻呂
- 坂上首名
- 坂上国麻呂
- 坂上田村麻呂
- 坂上犬養
- 坂上大国
- 坂上苅田麻呂
- 坂上山野
- 坂上越足
- 坂上石津麻呂
- 坂上広人
- 坂上鷹養
- 坂上真弓
- 坂上鷹主
- 坂上雄弓
- 坂上又子
- 坂上登子
- 坂上氏勝
- 坂上貞守
- 坂上直弓
- 坂上継野
- 坂上大野
- 坂上広野
- 坂上浄野
- 坂上正野
- 坂上広雄
- 坂上高道
- 坂上春子
- 坂上氏高
- 坂上滋野
- 坂上継野
- 坂上高雄
- 坂上高岡
- 坂上峯雄
- 坂上峯益
- 坂上当道
- 坂上好蔭
- 坂上恒蔭
- 坂上是則
- 坂上望城
- 坂上兼範
- 坂上厚範
- 坂上当宗
- 坂上当峰
- 坂上当道
- 坂上広道
- 坂上当澄
- 坂上貞雄
- 坂上良宗
- 坂上実雄
- 坂上高直
- 坂上弓束
- 坂上子麿
- 坂上駒子
- 坂上志拏
- 坂上季猛
- 坂上明兼
- 坂上頼泰
- 坂上阿素奈
- 坂上志多
- 坂上阿良
- 坂上刀禰
- 坂上鳥
- 坂上韋久佐
- 坂上石楯
- 坂上高足
- 坂上氏成
- 坂上秋穂
- 坂上身毛
- 坂上季長
- 坂上頼次
- 坂上金時
- 坂上兼成
- 坂上明定
- 坂上明基
- 坂上基広

## 磯城（磯城縣主）氏
- 兄磯城
- 弟磯城
- 葉江
- 太真稚彦
- 大目（十市県主）
- 長媛
- 泉媛
- 賦登麻和訶比売命
- 五十坂媛

## 諏訪氏
- 出早雄命
- 八縣宿禰神
- 会津比売神
- 武美名別命
- 建御名方彦神別命
- 武国彦命
- 健隈照命

## 蘇我氏
- 蘇我赤兄
- 蘇我石川宿禰
- 蘇我稲目
- 蘇我入鹿
- 蘇我馬子
- 蘇我蝦夷
- 蘇我韓子
- 蘇我興志
- 蘇我果安
- 蘇我日向
- 蘇我満智
- 蘇我連子
- 蘇我安麻呂
- 蘇我倉山田石川麻呂
- 蘇我田口川堀
- 蘇我上野介川堀宿禰
- 蘇我高麗
- 蘇我竹内宿禰

## 当麻(當麻)氏
- 当麻国見
- 当麻蹴速
- 当麻豊浜
- 当麻広嶋

## 田辺氏
- 田辺法麻呂
- 田辺伯孫
- 田辺百枝
- 田辺老

## 円氏
- 円安会
- 円上野麻呂
- 円国喜代
- 円国差
- 円国麻紀
- 円野夏
- 円春部
- 円冬国
- 円金人
- 円下倉山田人
- 円金村

## 調氏
- 調老人
- 調伊企儺
- 調奴理能美
- 調和人
- 調金都
- 調古閑

## 闘鶏氏
- 闘鶏大山主
- 闘鶏角古
- 闘鶏御田

## 津守氏
- 田裳見宿禰
- 津守大海
- 津守吉祥
- 津守己麻奴跪

## 中臣氏
- 天種子命
- 天日別命
- 御食津臣命
- 伊賀津臣命
- 梨迹臣命
- 神聞勝命
- 久志宇賀主命
- 国摩大鹿島命
- 臣狭山命
- 雷大臣命
- 大小橋命
- 中臣阿毘古
- 中臣阿麻毘舎卿
- 中臣大嶋
- 中臣可多能祜
- 中臣勝海
- 中臣鎌子
- 中臣鎌足
- 中臣金
- 中臣国子
- 中臣黒田
- 中臣常盤
- 中臣真人
- 中臣御食子
- 中臣宮地烏摩侶
- 中臣糠手子
- 中臣音穂

## 土師氏
- 野見宿禰
- 土師水通
- 土師猪手
- 土師富杼
- 土師真敷
- 百舌鳥土師長兄
- 百舌鳥土師土徳

## 秦氏
- 秦都理
- 秦大津父
- 秦酒公
- 秦河勝

## 文(書)氏
- 文成覚
- 文馬養
- 文博勢
- 文赤麻呂
- 書麻呂
- 書智徳
- 書根麻呂
- 書加竜
- 書三角
- 書馬人命
- 書竜神

## 平群氏
- 平群子首
- 平群鮪
- 平群木菟宿禰
- 平群真鳥

## 穂積氏
- 宇麻志摩遅命
- 彦湯支命
- 出石心大臣命
- 内色許男命
- 大水口宿禰
- 建忍山垂根
- 穂積真津
- 穂積忍山
- 穂積五百枝
- 穂積押山
- 穂積咋
- 穂積百足

## 壬生氏
- 壬生亜羅歩
- 壬生雨背
- 壬生夫子
- 壬生麻呂
- 壬生諸石

## 三輪(大三輪・大神)氏
- 櫛御方命
- 意富多々泥古
- 大友主命
- 大鴨積命
- 大神高市麻呂
- 三輪大口
- 三輪小鷦鷯
- 三輪子首
- 三輪逆
- 三輪色夫
- 三輪白堤
- 三輪根麻呂
- 三輪文屋

## 物部氏
- 大綜麻杵命
- 伊香色雄命
- 物部会津
- 物部麁鹿火
- 物部胆咋
- 物部五十琴
- 物部伊莒弗
- 物部鎌足姫大刀自
- 物部河内
- 物部薬
- 物部木蓮子
- 物部菟代宿禰
- 物部宇麻乃
- 物部大斧手
- 物部大前宿禰
- 物部尾輿
- 物部影媛
- 物部小事
- 物部小前宿禰
- 物部武諸隅
- 物部十千根
- 物部豊日
- 物部長真胆
- 物部贄子
- 物部布都久留
- 物部麻佐良
- 物部乱
- 物部目
- 物部守屋
- 物部八坂
- 物部伊勢父根
- 物部朴井鮪
- 物部二田塩
- 物部依網抱
- 物部窓辺
- 太媛

## 山背(山代)氏
- 山背根子命
- 山背日立
- 山代猪甘
- 山背小田

## 倭氏（倭国造）
- 椎根津彦
- 市磯長尾市
- 倭吾子籠
- 倭手彦

## 東漢(倭漢)氏
- 東漢駒
- 東漢末賢
- 倭漢比羅夫
- 倭漢福因
- 山東漢麻高垢鬼
- 東漢草足嶋
- 東漢長阿利麻
- 東漢破目足
- 漢山口大口

## 弓削氏
- 稚彦命
- 弓削豊穂
- 弓削元実児
- 吉備弓削部虚空

## 和珥(丸邇・和邇・丸)氏
- 袁祁都比売命
- 彦国葺命
- 武振熊命
- 米餅搗大使主
- 塩垂津彦
- 和珥君手
- 和珥口子
- 和珥口比売
- 和珥日爪
- 和珥深目

## 外国史書に見える人物
- 卑弥呼
- 難升米
- 都市牛利
- 弓遵
- 梯儁
- 台与
- 載斯烏越
- 掖邪狗
- 伊聲耆
- 卑弥弓呼
- 帥升
- 狗古智卑狗

## その他

### あ
- 阿閉国見
- 阿閉事代
- 吾瓮海人鳥摩呂
- 青海夫人勾子
- 商浜辺麻呂
- 県犬養大伴
- 商長麻呂
- 飽田女
- 曙立王
- 吾笥
- 朝風文将
- 朝倉君
- 朝日郎
- 飛鳥衣縫樹葉
- 阿直岐
- 阿知使主
- 厚鹿文
- 安斗智徳
- 穴門践立
- 阿比多
- 海犬養勝麻呂
- 天御桙命
- 天八現津彦命
- 綾糟
- 文石小麻呂
- 漢人夜菩
- 荒木忍国
- 荒木田首麻呂
- 荒田尾赤麻呂
- 蟻臣
- 粟田鈴子
- 粟田細目

### い
- 廬井鯨
- 伊福吉部徳足比売
- 廬城部枳莒喩
- 廬原臣
- 胆香瓦安倍
- 伊賀理
- 的真噛
- 的戸田宿禰
- 池辺氷田
- 溝辺直
- 五十狭茅宿禰
- 石河楯
- 石作大来
- 伊甚稚子
- 出石麻良比
- 伊勢津彦
- 伊勢采女
- 磯牟良
- 市乾鹿文
- 伊都都比古
- 五十迹手
- 韋那磐鍬
- 猪名部真根
- 犬養五十君
- 犬上御田鍬
- 井氷鹿
- 今州利
- 伊予来目部小楯
- 伊利須使主
- 磐井
- 磐排別之子
- 石城美夜部
- 石坂比売
- 因斯羅我
- 忌部色弗
- 斎部作賀斯

### う
- 宇迦都久怒
- 菟上王
- 菟狭津彦
- 菟狭津媛
- 菟田大魚
- 打猨
- 欝色雄命
- 台須弥
- 海上安是之嬢子
- 菟名手
- 菟原壮士
- 菟原処女
- 宇奈比売
- 采女竹羅
- 采女摩礼志
- 甘美内宿禰
- 甘美媛

### え
- 衣県
- 兄猾
- 恵隠
- 恵灌
- 掖邪狗
- 恵施
- 恵資
- 恵慈
- 恵善尼
- 恵総
- 慧聡
- 兄太加奈志
- 朴市秦田来津
- 慧燈
- 江渟裙代
- 朴井雄君
- 恵便
- 恵弥
- 恵妙
- 恵隣
- 役小角
- 縁福
- 沖円新麻呂

### お
- 王辰爾
- 近江毛野
- 多品治
- 大鹿国直
- 大河音宿禰
- 大久米命
- 凡海麁鎌
- 太田命
- 大多毛比
- 大俣王
- 大筒木垂根王
- 大部強頸
- 大部屋栖古
- 大伴部博麻
- 大野果安
- 大葉子
- 大生部多
- 小鹿火宿禰
- 小杵
- 置始菟
- 置目
- 憶礼福留
- 刑部靫部阿利斯登
- 男狭磯
- 忍海大国
- 忍海小龍
- 忍海部細目
- 弟猾
- 小墾田采女
- 小俣王
- 鬼鋤宿祢真子
- 尾張吾襲

### か
- 鏡王
- 鏡王女
- 柿本人麻呂
- 柿本猨
- 覚哿
- 笠原使主
- 片倉辺命
- 語猪麻呂
- 鴨蝦夷
- 韓帒宿禰
- 開中費穢人
- 河内馬養荒籠
- 河内馬飼御狩
- 河辺瓊缶
- 韓智興
- 神大根王
- 神夏磯媛
- 観勒

### き
- 岐比佐都美
- 義覚
- 鬼室集斯
- 鬼室福信
- 吉少尚
- 吉大尚
- 義通
- 義徳
- 城丘前来目
- 吉備海部赤尾
- 吉備海部難波
- 吉備海部羽嶋
- 吉備比古
- 吉備比売
- 吉備品遅部雄鯽
- 吉備弓削部虚空
- 黄文大伴
- 肝衝難波
- 行心
- 清彦

### く
- 薬師恵日
- 薬師徳保
- 樟磐手
- 屎
- 久弖
- 国摩侶
- 熊襲梟帥
- 熊之凝
- 来目塩籠
- 椋部秦久麻
- 倉墻麻呂
- 鞍橋君
- 倉見別
- 栗隈徳万
- 黒坂
- 黒田別
- 軍善

### け
- 毛正金
- 毛選
- 県花坂麻呂

### こ
- 高表仁
- 谷那晋首
- 高志才智
- 許率母
- 社部大口
- 高麗画師子麻呂

### さ
- 済文
- 坂本財
- 沙宅紹明
- 沙奈具那
- 讃岐田虫別
- 沙白蓋盧
- 佐魯麻都

### し
- 塩海足尼
- 塩屋小戈
- 塩屋古麻呂
- 司馬曹達
- 昔麻帝弥
- 定恵
- 白猪胆津
- 白猪宝然
- 信行
- 定安那錦

### す
- 陶部高貴
- 杉道比羅夫
- 巣森石
- 巣湾
- 巣比羅夫

### せ
- 善正
- 善信尼
- 禅蔵尼
- 千寺高君

### そ
- 続守言
- 蘇那曷叱知
- 祚蓮

### た
- 高田新家
- 高田根麻呂
- 高向国押
- 高向玄理
- 高市許梅
- 武五百建命
- 健磐龍命
- 建緒組命
- 建許呂命
- 多治比嶋
- 田道間守
- 民大火
- 丹波道主命
- 段楊爾

### ち
- 小子部鉏鈎
- 小子部栖軽
- 千熊長彦
- 知聡……和薬使主の祖。
- 知聡……遣唐留学僧。
- 智宗
- 智蔵
- 智達
- 智通
- 知弁
- 智鳳
- 趙元宝
- 長利
- 智鸞

### つ
- 都加使主
- 筑紫葛子

### と
- 道顕
- 道光
- 道昭
- 道登
- 答本春初
- 十川毬
- 杜川新角
- 十郷反夫
- 捕鳥部万
- 迹見赤檮
- 豊国
- 曇徴

### な
- 長髄彦
- 長吉麻呂
- 七拳脛
- 七塚泯作
- 七塚堀門十矢
- 難波木蓮子
- 難波日香蚊

### に
- 贄持之子
- 錦部刀良
- 日羅
- 忍辱

### ぬ
- 額田部比羅夫
- 蘂霜柿麻呂

### ね
- 音色沢黒士
- 根塚木
- 根首麻呂/根頸麻呂

### は
- 間岳王
- 間森先
- 間徳痲目
- 間和大蓋
- 羽田八国
- 波多八代
- 姥津

### ひ
- 火葦北阿利斯登
- 斐川版舞
- 斐川県首国
- 日川猿村
- 氷老人
- 肥猪手
- 稗田阿礼
- 引田部赤猪子（英語版）
- 菱山老命麻呂
- 日鷹堅磐
- 檜隈民使博徳
- 日向賀牟度美良姫

### ふ
- 吹黄刀自
- 藤河別
- 船王後
- 船恵尺
- 振媛

### へ
- 日置蓑麻呂
- 日置八
- 日置釜島
- 弁聡

### ほ
- 法師君
- 法蔵
- 法明
- 星川建彦
- 星川麻呂
- 本日比子
- 品陀真若王

### ま
- 莫古
- 益田金鐘
- 馬丁安
- 松屋種
- 松浦佐用比売
- 麻那君
- 麻奈文奴
- 真野弟子
- 真間手児奈
- 馬武
- 麻歯
- 茨田衫子

### み
- 三炊屋媛
- 三炊屋馬子比羅夫/三刀屋鹿島比羅夫
- 三刀屋大口山田比羅夫王
- 旻
- 甕襲
- 甕依姫
- 三国麻呂
- 三国
- 三嶋飯粒
- 水江浦島子
- 道伊羅都売
- 道首名
- 路益人
- 弥州流
- 弥都侶伎命
- 弥騰利
- 南淵請安
- 水沼猿大海
- 三野小根
- 水光姫
- 味摩之
- 三宅石床
- 妙光
- 卯安那
- 海松橿媛

### む
- 身毛広
- 身毛大夫
- 身狭青
- 胸形徳善
- 村国男依

### め
- 目頬子
- 目杏財
- 目新部
- 目鬼川
- 目君
- 目小鬼江
- 飯川人

### も
- 物部日向
- 木満致
- 木素貴子
- 木羅斤資
- 木刕麻那
- 毛麻利叱智
- 守大石
- 諸県牛諸井
- 文賈古子
- 文殊鋤麻呂/文殊鍬麻呂/上文殊下鋤

### や
- 八杵命
- 八口音橿
- 八口采女鮪女
- 陽胡玉陳
- 安見児
- 箭括氏麻多智
- 山口大麻呂
- 倭彦王
- 倭馬飼
- 山辺大鷹
- 山辺小鳩子
- 山部小楯
- 山部大楯
- 山部郎女命
- 山門山東比羅夫富士麻呂
- 八束

### ゆ
- 弓月君
- 由布都主命
- 弓若月人
- 弓文君
- 夢川百川
- 湯部山東漢山

### よ
- 陽貴文
- 依網吾彦男垂見

### り
- 劉夏
- 劉仁願
- 劉仁軌
- 劉徳高
- 琳聖

### わ
- 若桜部五百瀬
- 若桜部比羅夫王
- 王仁
- 熊鰐